# Wes Brown
Wesley Michael "Wes" Brown (Manchester, 1979. október 13. –) angol labdarúgó. Középhátvédként és szélső hátvédként is bevethető.

## Pályafutása

### Klubcsapatokban

#### Manchester United
Brown 12 évesen csatlakozott a Manchester United ifiakadémiájához. Hamar kiderült, hogy nagyon tehetséges és koránál jóval érettebben futballozott. 1996. november 4-én, 17 évesen írta alá első profi szerződését a csapattal, de egy ideig még a tartalékcsapatban maradt. 1998. május 4-én, a Leeds United ellen mutatkozott be a Premier League-ben. Az 1998–1999-es szezonban már több szerepet kapott, így ő is hozzátehette a magáét a triplázáshoz, mely során a United megnyerte a bajnoki címet, az FA Kupát és a Bajnokok Ligáját.
Az 1999–2000-es idényben végig sérülésekkel küszködött, ami miatt egyetlen tétmeccsen sem léphetett pályára az évad során. Csapata végül nélküle is megnyerte a bajnokságot. A következő két szezonban sikerült egyre nagyobb hírnevet szereznie magának és a 2002–2003-as kiírásban térszalagszakadást szenvedett, aminek következtében csak a 2003–2004-es szezon közepén léphetett újra pályára. Visszatérése után remek formában volt, egy Arsenal elleni FA Kupa-meccsen például őt választották a legjobbnak. A Millwall ellen megnyert döntőn is ott volt.
2008. március 23-án gólt szerzett a Manchester United nagy riválisa, a Liverpool ellen, ezzel ő is hozzájárult a 3–0-s győzelemhez. Áprilisban hosszas tárgyalások után új szerződést írt alá a csapattal, mely 2013-is köti őt az Old Traffordra. 2008 novemberében bokaműtéten kellett átesnie, ami miatt sokáig nem játszhatott, 2009. május 24-én, egy Hull City elleni mérkőzésen tért vissza.

#### Sunderland
2011 júliusában egy és másfélmillió angol font közti összegért igazolt a Sunderland csapatához, tizenöt év után ment el a Vörös Ördögöktől.

### A válogatottban
Brown 1999-ben, Magyarország ellen mutatkozhatott be az angol válogatottban. A 2002-es vb-re utazó keretbe is bekerült. A 2005–2006-os szezonban nyújtott jó teljesítménye után hosszabb kihagyás után újra behívták a válogatottba, egy Uruguay elleni barátságos meccsre. A 2006-os vb-re nem hívták be.
Egy újabb kihagyás után egy Andorra elleni Eb-selejtezőn kapott újra lehetőséget. Fabio Capello Svájc és Franciaország ellen is kezdőként számított rá. Egy Brazília elleni barátságos meccsen csereként váltotta John Terryt, de nem játszott jól, sőt kis híján öngólt szerzett.
2008. augusztus 20-án szerezte meg első, és máig egyetlen gólját a válogatottban, Csehország ellen.

## Statisztika

### Klubcsapatokban
| Klub              | Szezon           | Bajnokság         | Bajnokság | Bajnokság | Kupa  | Kupa  | Ligakupa | Ligakupa | Nemzetközi | Nemzetközi | Egyéb | Egyéb | Összes | Összes |
| Klub              | Szezon           | Liga              | Mérk.     | Gólok     | Mérk. | Gólok | Mérk.    | Gólok    | Mérk.      | Gólok      | Mérk. | Gólok | Mérk.  | Gólok  |
| ----------------- | ---------------- | ----------------- | --------- | --------- | ----- | ----- | -------- | -------- | ---------- | ---------- | ----- | ----- | ------ | ------ |
| Manchester United | 1997–98          | Premier League    | 2         | 0         | 0     | 0     | 0        | 0        | 0          | 0          | 0     | 0     | 2      | 0      |
| Manchester United | 1998–99          | Premier League    | 14        | 0         | 2     | 0     | 1        | 0        | 4          | 0          | 0     | 0     | 21     | 0      |
| Manchester United | 1999–2000        | Premier League    | 0         | 0         | –     | –     | 0        | 0        | 0          | 0          | 0     | 0     | 0      | 0      |
| Manchester United | 2000–01          | Premier League    | 28        | 0         | 1     | 0     | 1        | 0        | 11         | 0          | 0     | 0     | 41     | 0      |
| Manchester United | 2001–02          | Premier League    | 17        | 0         | 0     | 0     | 0        | 0        | 7          | 0          | 0     | 0     | 24     | 0      |
| Manchester United | 2002–03          | Premier League    | 22        | 0         | 2     | 0     | 5        | 0        | 6          | 1          | 0     | 0     | 35     | 1      |
| Manchester United | 2003–04          | Premier League    | 17        | 0         | 6     | 0     | 0        | 0        | 2          | 0          | 0     | 0     | 25     | 0      |
| Manchester United | 2004–05          | Premier League    | 21        | 1         | 6     | 0     | 3        | 0        | 7          | 0          | 0     | 0     | 37     | 1      |
| Manchester United | 2005–06          | Premier League    | 19        | 0         | 4     | 0     | 5        | 0        | 3          | 0          | 0     | 0     | 31     | 0      |
| Manchester United | 2006–07          | Premier League    | 22        | 0         | 6     | 0     | 2        | 0        | 7          | 0          | 0     | 0     | 37     | 0      |
| Manchester United | 2007–08          | Premier League    | 36        | 1         | 4     | 0     | 1        | 0        | 10         | 0          | 1     | 0     | 52     | 1      |
| Manchester United | 2008–09          | Premier League    | 8         | 1         | 0     | 0     | 1        | 0        | 2          | 0          | 2     | 0     | 13     | 1      |
| Manchester United | 2009–10          | Premier League    | 19        | 0         | 1     | 0     | 5        | 0        | 4          | 0          | 0     | 0     | 29     | 0      |
| Manchester United | 2010–11          | Premier League    | 7         | 0         | 3     | 1     | 3        | 0        | 2          | 0          | 0     | 0     | 15     | 1      |
| Manchester United | Összesen         | Összesen          | 232       | 3         | 35    | 1     | 27       | 0        | 65         | 1          | 3     | 0     | 362    | 5      |
| Sunderland        | 2011–12          | Premier League    | 20        | 1         | 1     | 0     | 1        | 0        | –          | –          | –     | –     | 22     | 1      |
| Sunderland        | 2012–13          | Premier League    | 0         | 0         | 0     | 0     | 0        | 0        | –          | –          | –     | –     | 0      | 0      |
| Sunderland        | 2013–14          | Premier League    | 25        | 0         | 1     | 0     | 5        | 0        | –          | –          | –     | –     | 31     | 0      |
| Sunderland        | 2014–15          | Premier League    | 25        | 0         | 2     | 0     | 1        | 0        | –          | –          | –     | –     | 28     | 0      |
| Sunderland        | 2015–16          | Premier League    | 6         | 0         | 0     | 0     | 0        | 0        | –          | –          | –     | –     | 6      | 0      |
| Sunderland        | Összesen         | Összesen          | 76        | 1         | 4     | 0     | 7        | 0        | 0          | 0          | 0     | 0     | 87     | 1      |
| Blackburn Rovers  | 2016–17          | Championship      | 5         | 1         | 1     | 0     | 0        | 0        | –          | –          | –     | –     | 6      | 1      |
| Kerala Blasters   | 2017–18          | Indiai Szuperliga | 14        | 1         | —     | —     | —        | —        | —          | —          | 1     | 0     | 15     | 1      |
| Karrier összesen  | Karrier összesen | Karrier összesen  | 327       | 6         | 40    | 1     | 34       | 0        | 65         | 1          | 4     | 0     | 470    | 8      |

Jegyzetek
1. ↑  Mérkőzése(i) az Angol Szuperkupában, Európai-Szuperkupában, Interkontinentális Kupában, FIFA-klubvilágbajnokságon

### A válogatottban
| Anglia   | Anglia | Anglia |
| Év       | Mérk.  | Gólok  |
| -------- | ------ | ------ |
| 1999     | 1      | 0      |
| 2000     | 1      | 0      |
| 2001     | 2      | 0      |
| 2003     | 1      | 0      |
| 2005     | 2      | 0      |
| 2006     | 1      | 0      |
| 2007     | 4      | 0      |
| 2008     | 7      | 1      |
| 2009     | 1      | 0      |
| 2010     | 1      | 0      |
| Összesen | 23     | 1      |

#### Góljai az angol válogatottban
| #  | Dátum               | Ellenfél | Eredmény | Kiírás              | Esemény |
| -- | ------------------- | -------- | -------- | ------------------- | ------- |
| 1. | 2008. augusztus 20. | Anglia   | 2 – 2    | Barátságos mérkőzés | 45'     |

## Sikerei, díjai

### Manchester United
- Angol bajnok: 1998–99, 2000–01, 2002–03, 2006–07, 2007–08, 2008–09, 2010–11
- FA Kupa-győztes: 1998–99, 2003–04
- Angol Ligakupa-győztes: 2005–06, 2009–10
- FA Community Shield-győztes: 2007,  2008
- Bajnokok Ligája-győztes: 1998–99, 2007–08

### Sunderland
- Angol Ligakupa ezüstérmes: 2013–14

### Egyéni
- Denzil Haroun Young Player of the Year: 1997